# Cryptocanthon rayonensis
Cryptocanthon rayonensis là một loài bọ cánh cứng trong họ Bọ hung (Scarabaeidae).